# Armando Larraguibel
Armando Larraguibel Moreno (Yumbel, 22 de febrero de 1883–Santiago, 10 de junio de 1972) fue un médico cirujano y académico chileno. Fue decano de la Facultad de Medicina de la Universidad de Chile durante 20 años y rector de la universidad. El Dr. Larraguibel es considerado una de las figuras más representativas de la medicina nacional de la primera mitad del siglo XX.

## Biografía
Segundo hijo, de once hermanos, de Amable Larraguibel López (12 de octubre de 1857-22 de febrero de 1921). dueño de una farmacia ubicada en Yumbel (los vecinos la llamaban “La botica de Don Amable”), y Elisa Moreno. Armando se casó en marzo de 1921 con Adriana Bianchi Yáñez (1897-1982) y tuvo dos hijos: Carmen y Víctor.
Realizó sus primeros estudios en Concepción, ciudad vecina de su hogar, y en 1900 fue aceptado en la Escuela de Medicina de la Universidad de Chile, obteniendo su título el año 1908. En 1910 ocupó la Jefatura de Clínica de la Universidad hasta 1919. Durante estos años viajó a Europa, donde visitó las principales clínicas en Francia y Alemania y siguió cursos oficiales en la ciudad de Berlín. En 1918 hizo estudios de perfeccionamiento en EE.UU en Johns Hopkins University, y fue durante casi dos años asistente del profesor Lewellys Franklin Barker, el eminente neurólogo y anatomista. 

## Académico y decano
En 1920 regresó a Santiago, año en que la Universidad de Chile lo eligió para regir la cátedra de patología general, la cual desempeñó hasta 1946. 
En 1931, durante las convulsiones políticas de la época, en Santiago nació la Asociación Médica de Chile (antecesora del Colegio Médico), en donde el Doctor Larraguibel fue fundador y su primer presidente, líder del cuerpo médico y fundamentalmente de los principios democráticos de Chile. En este mismo año, ocupó la rectoría de la Universidad de Chile por un corto período, elegido por el Claustro Pleno, la cual dejó debido a la crisis política nacional. Finalizando el año, fue proclamado por sus pares como Decano de la Facultad de Medicina, en la cual fue invaluable por su labor, con la introducción de importantes reformas curriculares.
Durante su Decanato, introdujo el régimen de dedicación exclusiva para los profesores de ciencias básicas; extendió la enseñanza clínica a los hospitales del Salvador, San Juan de Dios, San Francisco de Borja y la Asistencia Pública, pertenecientes a la antigua Beneficencia (antecesora del Servicio Nacional de Salud); creó las Cátedras de Medicina y de Cirugía, fusionando una pluralidad de cátedras preexistentes, y en 1943 fundó la Escuela de Salubridad, como dependencia de la universidad, que rápidamente adquirió prestigió continental.
En 1948 le tocó afrontar el incendio de las instalaciones de la Escuela de Medicina y su posterior reconstrucción. Fue Decano de la Facultad de Medicina de la Universidad de Chile hasta el año 1951, año en que jubiló.
En 1960, se le eligió Académico de la Facultad de Medicina y presidió la comisión organizadora del actual Colegio Médico de Chile, entidad que lo honró con una medalla de oro y lo proclamó primer Miembro Honorario. 
En 1964, el presidente de Chile Jorge Alessandri creó la Academia de Medicina del Instituto de Chile y designó a dos de los cinco miembros fundadores, uno de ellos Armando Larraguibel, quien por unanimidad fue elegido primer Presidente de la nueva Corporación.  Por esta razón, el 1967 le correspondió integrar el grupo de Fundadores de la Asociación Latinoamericana de Academias Nacionales de Medicina (ALANAM), donde el doctor Carlos Lleras Restrepo, presidente de Colombia, lo condecoró con la Orden de San Carlos, en el grado de Comendador. Sirvió el cargo de Presidente de la Corporación hasta 1969 cuando por razones de salud se vio obligado a retirarse.
Armando Larraguibel falleció el 10 de junio de 1972, próximo a cumplir los 90 años.

Cultivó la modestia y austeridad, y sirvió su cátedra y el decanato con elevada dignidad, talento preclaro, ecuanimidad y espíritu público. Ejerció su profesión con generosidad y amor, lo que conquistó el aprecio de sus enfermos. Pero, no hizo fortuna, vivió modestamente y murió pobre
Amador Neghme[cita requerida]